# Zopherus solieri
Zopherus solieri is een keversoort uit de familie somberkevers (Zopheridae). De wetenschappelijke naam van de soort werd in 1972 gepubliceerd door Triplehom.